# 渥太华国家森林
渥太华国家森林（英語：Ottawa National Forest）是美国密歇根州上半岛的一座国家森林，占地面积993,010英畝（401,860公頃）。森林多位于戈吉比克縣和昂托納貢縣内，在艾昂縣、霍頓縣、巴拉加縣、馬凱特縣这四处也有少许分布。森林由美国国家森林局管理。